# Grand Prix Australii 2014
Grand Prix Australii 2014 (oficjalnie 2014 Formula 1 Rolex Australian Grand Prix) – pierwsza eliminacja Mistrzostw Świata Formuły 1 w sezonie 2014. Grand Prix odbyła się w dniach 14–16 marca 2014 roku na torze Albert Park Circuit w Melbourne.
Podczas Grand Prix użyto silników V6 o pojemności 1,6 litra turbodoładowanych, które były używane po raz ostatni w sezonie 1988, zastąpiły one silniki wolnossące V8 2,4 litra. Napędy zawierały integralny system ERS-K, będący częścią silnika z półautomatyczną, ośmiostopniową skrzynią biegów. Maksymalne obroty silnika zostały ograniczone z 18 000 do 15 000 rpm.
Wyścig zakończył się zwycięstwem Nico Rosberga z Mercedesa. Po dyskwalifikacji Daniela Ricciardo z Red Bulla, Kevin Magnussen i Jenson Button z McLarena awansowali odpowiednio na drugie i trzecie miejsce. Najszybsze okrążenie wyścigu wykonał Nico Rosberg. A zdobywca pole position – Lewis Hamilton z Mercedesa nie ukończył wyścigu.

## Tło
Grand Prix Australii 2014 była 30. edycją tego Grand Prix, 19. Grand Prix rozgrywaną na torze Albert Park Circuit i 898. w historii Formuły 1.

### Przepisy i infrastruktura
Podczas Grand Prix użyto silników V6 o pojemności 1,6 litra turbodoładowanych, które były używane po raz ostatni w sezonie 1988, zastąpiły one silniki wolnossące V8 2,4 litra. Maksymalne obroty silnika zostały ograniczone z 18 000 do 15 000 rpm. Napędy zawierały integralny system ERS-K, będący częścią silnika z półautomatyczną, ośmiostopniową skrzynią biegów. Wprowadzono także limit paliwa na czas wyścigu, który wynosił 100 kg.
Sędziowie przed wyścigiem zostali poinstruowani, aby ich decyzje były bardziej dobrowolne. Ustalono także procedury, gdyby zaistniała sytuacja, w której żaden kierowca nie ukończył wyścigu. Wtedy zwycięzcą wyścigu zostałby kierowca, który wycofał się z wyścigu jako ostatni lub który prowadził na dwóch ostatnich okrążeniach.
Sędzią z ramienia byłych kierowców wybrany został Emanuele Pirro. Pirro pomagali także dr Gerd Ennser i Tim Mayer.
Strefa Drag Reduction System została ulokowana tak jak w poprzednich Grand Prix (2012 i 2013), między zakrętem szesnastym a pierwszym i drugim a trzecim, gdzie punkt pomiaru dla obu stref został umieszczony w przed zakrętem czternastym.
Pirelli na czas Grand Prix wybrała miękką i pośrednią wersję opon. Różnica pomiędzy nimi wyniosła około dwie sekundy.
Przed wyścigiem krawężnik na wyjściu z dwunastego zakrętu toru został wyrównany i odnowiony.

### Zmiany w zespołach

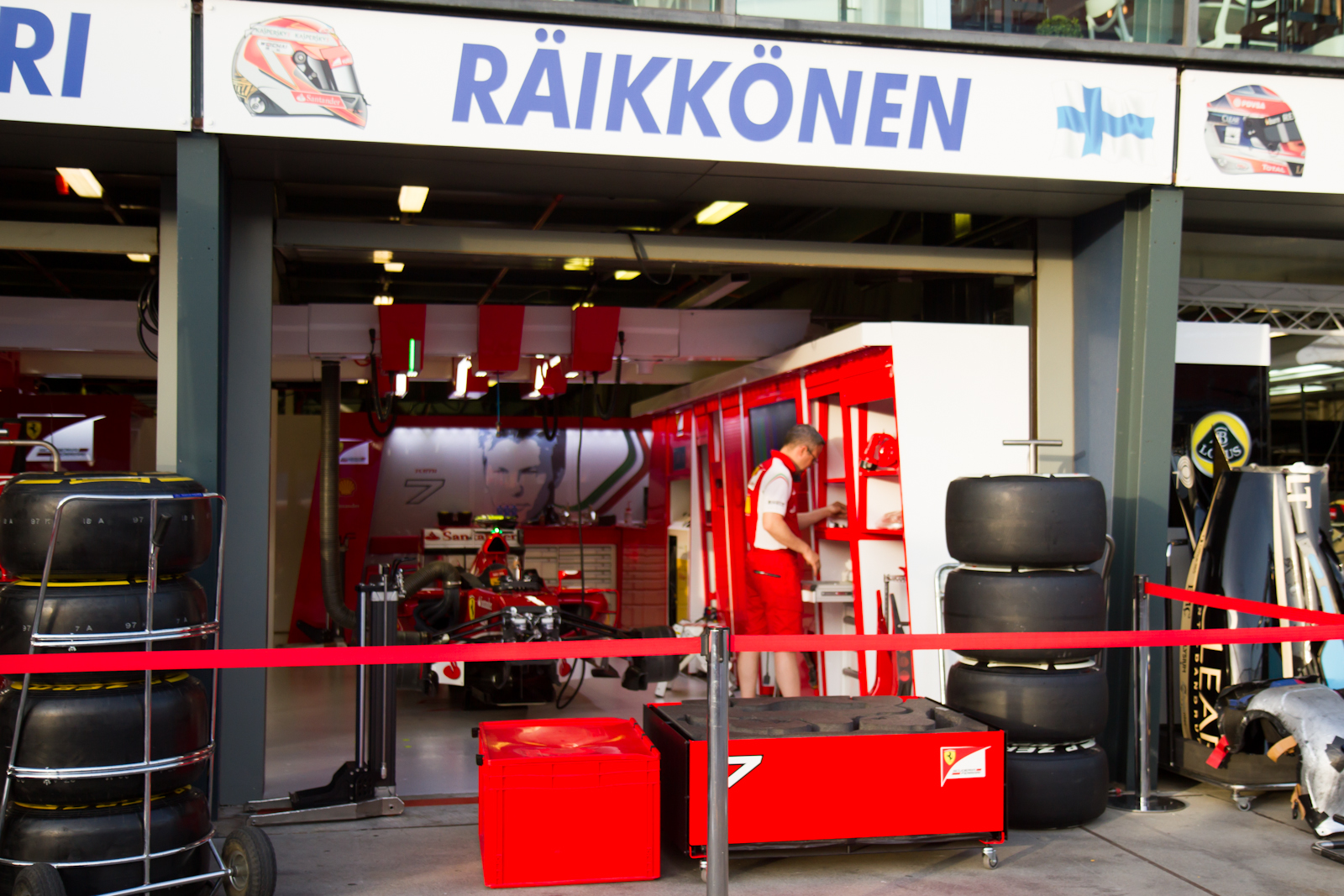
Garaż Kimiego Räikkönena w Ferrari

Daniel Ricciardo przeniósł się z zespołu Toro Rosso do Reda Bulla. Felipe Massa z Ferrari odszedł do Williamsa, a Kimi Räikkönen z Lotusa zajął jego miejsce. Pastor Maldonado opuścił skład Williamsa, przenosząc się na miejsce Räikkönena w Lotusie. Kamui Kobayashi powrócił do Formuły 1 w Caterhamie po roku przerwy. Sergio Pérez objął miejsce Adriana Sutila w Force India, który zamienił się miejscem w Sauberze z Nico Hülkenbergiem.
Był to pierwszy wyścig w Formule 1 dla Marcusa Ericssona, który zadebiutował w zespole Caterhama, Kevina Magnussena debiutującego w zespole McLaren oraz Daniiła Kwiata w Toro Rosso.
Zespół Williams zmienił dostawcę silników z Renault na Mercedesa. Toro Rosso zmieniło silniki z Ferrari na Renault, a zespół Marussia wybrał silniki Ferrari po tym jak firma Cosworth wycofała się z Formuły 1.
Federico Gastaldi został wiceszefem Lotusa.
Na czas trwania Grand Prix McLaren MP4-29 został pomalowany w barwy Mobil 1, w celu uczczenia 20-letniej współpracy pomiędzy firmami.
W związku z planowanym powrotem Hondy do Formuły 1 w roli dostawcy silników dla McLarena w 2015 roku, na Grand Prix Australii przybyli pracownicy firmy. Podczas wyścigu pojawili się również przedstawiciele BMW.

## Treningi
Pierwsza sesja treningowa rozpoczęła się 14 marca 2014. Kierowcy przejechali okrążenia instalacyjne. Pierwszy problemy miał Mercedes, gdy na torze zatrzymał się Lewis Hamilton (nie wrócił do treningu). Daniel Ricciardo wykonał kilka najszybszych okrążeń. Następnie najszybsze okrążenia przejechał Fernando Alonso i Nico Rosberg. Po przejechaniu okrążenia instalacyjnego, w bolidzie Marcusa Ericssona uległa awarii bateria i kierowca ten nie wyjechał już na tor. Na tor ponownie wyjechał Jenson Button i ustanowił najszybsze okrążenie. W końcówce na torze pojawił się Sebastian Vettel i przejechał okrążenie instalacyjne. Alonso poprawił czas Buttona i okazał się najszybszy. Po rozpoczęciu swojego pomiarowego okrążenia przez Pastora Maldonado, w jego bolidzie zgasł silnik i nie przejechał on już okrążenia pomiarowego. Romain Grosjean nie przejechał ani jednego okrążenia, a Kamui Kobayashi przejechał tylko okrążenie instalacyjne. Jean-Éric Vergne pokonał najwięcej okrążeń – 30.
W drugiej sesji treningowej jako pierwszy na tor wyjechał Adrian Sutil. W bolidzie Kobayashiego wykryto awarię związaną z systemem paliwowym, przez co była konieczna wymiana silnika; Japończyk przejechał tylko okrążenie instalacyjne. Na swoim wyjazdowym okrążeniu Grosjean zgłosił problemy ze wspomaganiem kierownicy. Najszybsze okrążenie przejechał Sutil, następnie Felipe Massa, Valtteri Bottas, Rosberg i Nico Hülkenberg. Na zakręcie jednego z okrążeń Kevin Magnussen wyjechał zbyt szeroko, a następnie Vettel nie zdołał dohamować do wejścia w pierwszy zakręt, przez co musiał powrócić na tor przez trawę. Kimi Räikkönen zatrzymał swój bolid przy wyjeździe z alei serwisowej, mechanicy pomogli mu wrócić na tor, Fin stracił także pierwszy bieg. W bolidzie Pastora Maldonado pojawił się problem z systemem ERS, przez co Wenezuelczyk nie wyjechał na tor. Najszybszy czas był uzyskiwany przez wielu kierowców. Gdy na tor wyjechał Hamilton – on ustanowił najlepszy czas. Walka Vettela z Estebanem Gutiérrezem na pierwszym zakręcie doprowadziła do wypchnięcia na trawę Meksykanina. Na jednym z okrążeń na ósmym zakręcie, Sergio Pérez wyjechał na żwir, podobnie jak Hülkenberg, któremu nie udało się już powrócić na tor. Grosjean także wyjechał na żwir, co doprowadziło do wywieszenia żółtej flagi i zakończenia sesji. Vettel przejechał najwięcej okrążeń – 41.
Po drugim treningu, w nocy z piątku na sobotę, Lotus i Marussia złamali przepis o „godzinie policyjnej”, wydłużając prace nad bolidami przed ostatnim treningiem.
Trzecia sesja treningowa rozpoczęła się 15 marca. Już po wyjeździe problemy miał Gutiérrez, gdy w jego bolidzie pojawił się problem ze skrzynią biegów. Kierowca zdołał dojechać do alei serwisowej. Jako pierwszy najszybszy czas ustanowił Magnussen, następnie Daniił Kwiat. Podczas swojego okrążenia Magnussen wyjechał poza tor, następnie ten sam błąd popełnił Button. Najlepszy czas został poprawiony przez kilku kierowców. Podczas jazdy Rosberg w swoim kokpicie znalazł zbędną część bolidu, którą wyrzucił na pobocze toru. Z powodu awarii skrzyni biegów Gutiérrez nie wyjechał już na tor. Massa, Rosberg i Hamilton poprawili najlepszy czas. Rosberg osiągnął kolejny najlepszy czas, który nie został już poprawiony. Vettel miał problemy ze sterowaniem bolidu i jego przyspieszeniem. Maldonado zatrzymał swój bolid w przedostatnim zakręcie, co spowodowało wywieszenie żółtej flagi. Grosjean i Bottas nie przejechali okrążenia pomiarowego. Magnussen ukończył najwięcej okrążeń – 22.
Po zakończeniu trzeciej sesji treningowej w bolidach Valtteriego Bottasa i Estebana Gutiérreza wymieniona została skrzynia biegów, za co kierowcy zostali ukarani cofnięciem o pięć pozycji na starcie do wyścigu.

## Kwalifikacje

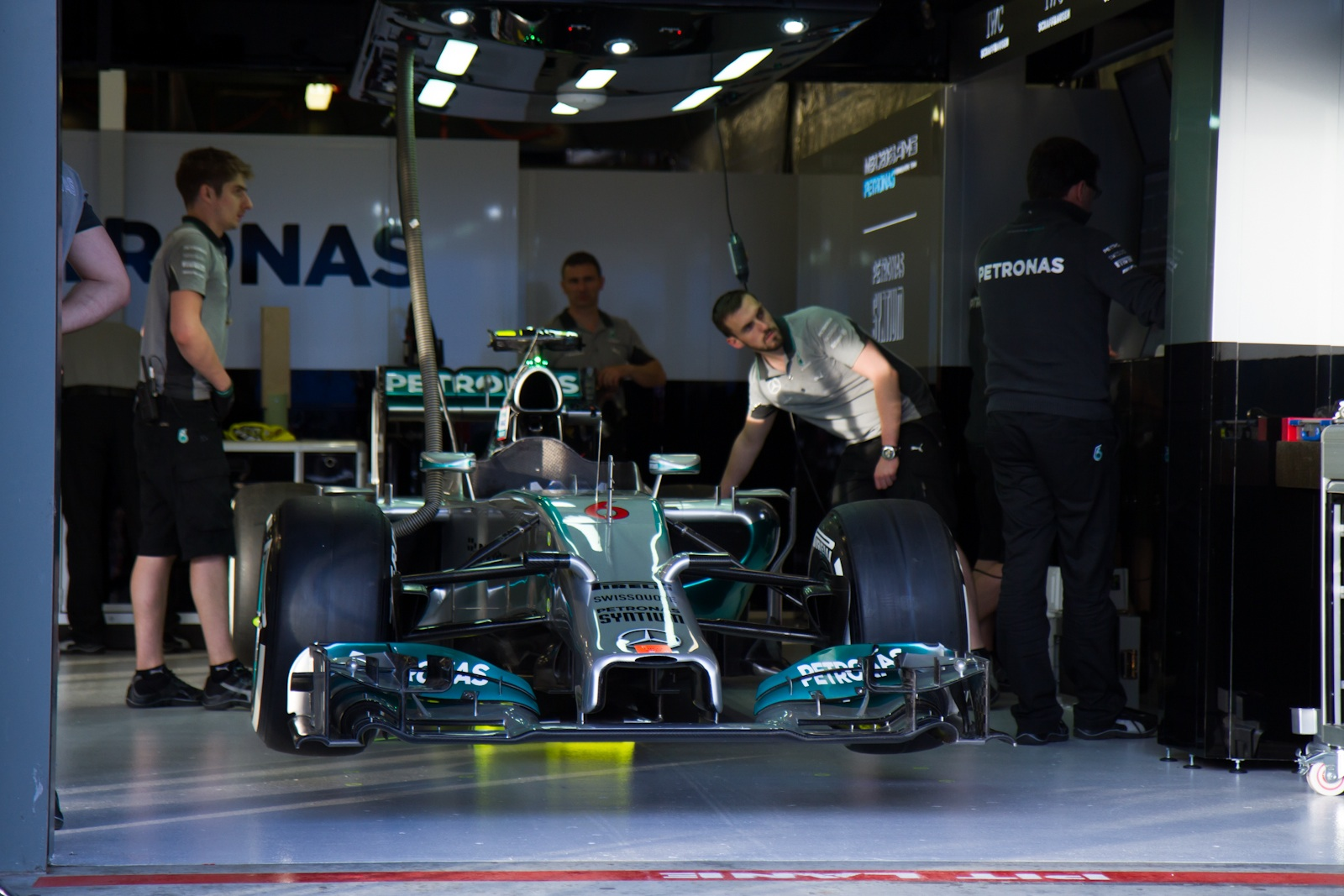
Mercedes F1 W05 Nico Rosberga w garażu Mercedesa

Pierwsza sesja kwalifikacji rozpoczęła się przy suchej pogodzie. Kierowcy ustawili się przed wyjazdem z alei serwisowej, niektórzy kierowcy użyli miękkich opon. Jako pierwszy czas ustanowił Lewis Hamilton. Na siedem minut przed końcem sesji, spadł deszcz. Pastor Maldonado podczas swojego okrążenia na jednym z zakrętów wpadł bokiem w żwir, jednak udało mu się powrócić na tor. Po opadzie deszczu kierowcy nie byli w stanie poprawić swoich czasów. Najszybszy okazał się Daniel Ricciardo. Do kolejnej sesji kwalifikacyjnej nie awansowali: Maldonado, Romain Grosjean, Marcus Ericsson, Esteban Gutiérrez, Jules Bianchi i Max Chilton.
Przed startem drugiej sesji kwalifikacyjnej kierowcy również ustawili się przed wyjazdem z alei serwisowej. Część kierowców założyła opony przejściowe, pozostali deszczowe. Valtteri Bottas jako pierwszy przejechał mierzone okrążenie. Na jednym ze swoich okrążeń po straceniu kontroli nad swoim bolidem na wyjściu z pierwszego zakrętu, obrócił go, co spowodowało wywieszenie żółtej flagi. Warunki na torze poprawiały się. Na wyjściu z trzeciego zakrętu Kimi Räikkönen uderzył w ścianę. Najszybsze okrążenie przejechał Nico Rosberg. Do kolejnej sesji kwalifikacyjnej nie awansowali: Sergio Pérez, Kamui Kobayashi, Adrian Sutil, Sebastian Vettel, Räikkönen i Jenson Button.
W trzeciej części kwalifikacji opady deszczu nasiliły się. Wszyscy kierowcy poza Fernando Alonso zdecydowali się użyć opon deszczowych. Jako pierwszy czas ustanowił Rosberg. W dalszej części sesji część kierowców użyła opon przejściowych. Daniił Kwiat uderzył w ścianę, jednak mógł kontynuować jazdę. Najszybszy okazał się Hamilton, który przejechał także najwięcej okrążeń podczas wszystkich sesji kwalifikacji – 22.

## Po kwalifikacjach
Sebastian Vettel i Kevin Magnussen uniknęli kary – podejrzewano ich, że nie zwolnili oni wystarczająco podczas wywieszenia żółtej flagi z powodu wypadku Kimiego Räikkönena w drugiej części kwalifikacji. Fernando Alonso również uniknął kary – podejrzewano go o blokowanie Estebana Gutiérreza.
Do wyścigu dopuszczony został Pastor Maldonado, mimo braku ustanowionego czasu w kwalifikacjach, dzięki czasowi mieszczącym się w regule 107% w trzecim treningu.

## Wyścig
Przed rozpoczęciem wyścigu problemy miał Romain Grosjean, który zdecydował się na zmianę ustawień i start z alei serwisowej, otrzymał on także karę przejazdu przez aleję serwisową, za przedwczesne opuszczenie garażu i ustawienie się przy wyjeździe z pasu serwisowego. Przed rozpoczęciem okrążenia formacyjnego Max Chilton zgasił swój silnik, przed startem Jules Bianchi także zgasił swój silnik, dlatego kierowcy przejechali drugie okrążenie formacyjne. Obaj kierowcy Marussi wystartowali z alei serwisowej. Wyścig został skrócony o jedno okrążenie.
Wszyscy kierowcy poza Sebastianem Vettelem i Estebanem Gutiérrezem wystartowali na miękkich oponach. Po starcie wyścigu Nico Rosberg awansował na pozycję lidera, bolid Kevina Magnussena zarzuciło, a Lewis Hamilton miał problemy z silnikiem. Daniel Ricciardo informował o problemach po starcie, a Kamui Kobayashi miał awarię hamulców, przez co uderzył w bolid Felipe Massy. Spowodowało to wycofanie się z wyścigu obu kierowców. Na trzecim zakręcie doszło do kontaktu pomiędzy Grosjeanem i Sergio Pérezem, przez co obaj kierowcy musieli zjechać do alei serwisowej. Na jedenastym zakręcie Hamilton został wyprzedzony po zewnętrznej przez Magnussena. Nico Hülkenberg i Jean-Éric Vergne wyprzedzili na tym zakręcie Fernando Alonso, któremu jednak udało się dogonić Vergne’a i odzyskać pozycję. Na drugim okrążeniu Gutiérrez zjechał do boksów i powrócił na ostatnim miejscu, a Hülkenberg wyprzedził Hamiltona, który wycofał się na tym okrążeniu z rywalizacji. Kimi Räikkönen wyprzedził Vergne’a, a Valtteri Bottas zyskał pozycję na rzecz Daniiła Kwiata. Na piątym okrążeniu z rywalizacji wycofał się Vettel. Bottas wyprzedził Vergne’a, następnie zbliżył się do Räikkönena, aby po kilku okrążeniach wyprzedzić go.
Na dziesiątym okrążeniu Bottas za szeroko wyjechał na dziesiątym zakręcie, co spowodowało uszkodzenie tylnej prawej opony. Kierowca Williamsa zjechał na pit–stop, aby wymienić opony. Pozostająca na torze część opony i felga koła, doprowadziły do wyjazdu na tor samochodu bezpieczeństwa. Na swój pit–stop zjechał Jenson Button, co dało mu awans z dziesiątej na szóstą pozycję. Tak jak pierwszych ośmiu kierowców, zmienił on opony na miękkie. Rosberg utrzymywał prowadzenie, na dalszych pozycjach znaleźli się: Ricciardo, Magnussen, Hülkenberg, Alonso, Button, Vergne, Adrian Sutil, Kwiat i Pastor Maldonado.
Po zjeździe samochodu bezpieczeństwa na szesnastym okrążeniu, pozycje kierowców nie zmieniły się, a Rosberg powiększał swoją przewagę nad Ricciardo. Na osiemnastym okrążeniu Bottas, wyprzedzając Maldonado, awansował na jedenastą pozycję, po pięciu okrążeniach wyprzedził Sutila, na następnym okrążeniu walczył z Kwiatem i wyprzedził go. Na 27 okrążeniu w bolidzie Marcusa Ericssona pojawiły się problemy z ciśnieniem oleju i w efekcie musiał wycofać się z wyścigu. Na okrążeniu 29 w sektorze 3 Maldonado zatrzymał swój bolid. Po dwóch okrążeniach Button zjechał do alei serwisowej na pit–stop, w ciągu ośmiu okrążeń na swój pit–stop zjechało wielu kierowców, większość zmieniła opony na pośrednie. Button awansując na czwarte miejsce wyprzedził Alonso i Hülkenberga, który jeszcze krótko walczył z Alonso, jednak ten utrzymał swoją pozycję. Räikkönen popełnił błąd na dohamowaniu do dziewiątego zakrętu, przez co został wyprzedzony przez Bottasa. Na 47 okrążeniu Bottas wyprzedził Vergne’a, a dwa okrążenia później na pierwszym zakręcie wyprzedził jeszcze Hülkenberga, dzięki czemu awansował na szóstą pozycję.
Jako pierwszy linię mety minął Rosberg, który miał prawie 25 sekund przewagi nad drugim Ricciardo. Jako trzeci dojechał Magnussen, a za nim wyścig na punktowanych okrążeniach ukończyli: Button, Alonso, Bottas, Hülkenberg, Räikkönen, Vergne i Kwiat. Najszybsze okrążenie wyścigu ustanowił Rosberg na dziewiętnastym okrążeniu. W wyścigu zostało sklasyfikowanych trzynastu kierowców. Sutil i Gutiérrez stracili jedno okrążenie do pierwszego kierowcy, Max Chilton dwa.
Było to czwarte zwycięstwo w karierze dla Rosberga i czternaste w historii w Mercedesa.

## Po wyścigu
Daniel Ricciardo został zdyskwalifikowany ze względu na przekraczanie dopuszczalnego limitu przepływu paliwa, ustalonego na 100 kg/h, o którym Fédération Internationale de l’Automobile informowała już zespół podczas wyścigu. Zespół użył także własnych niehomologowanych przez FIA przepływomierzów, co również było złamaniem przepisów. Szef zespołu, Christian Horner odbył rozmowę z zespołem sędziowskim, nie zgodził się on, że zespół złamał przepisy i tłumaczył, że zdecydowali się oni na użycie własnych przepływomierzów, ponieważ nie mieli zaufania do przepływomierzów FIA, a także ze względu na problemy już podczas przedsezonowych testów. Pomimo komunikatów ostrzegawczych FIA podczas wyścigu, zespół nie wziął ich pod uwagę ze względu na możliwe błędne dane organizacji. Po dyskwalifikacji Ricciardo kierowcy poniżej drugiego miejsca awansowali o jedną pozycję. 20 marca zespół dostarczył dokumenty, aby złożyć apelację od decyzji sędziów. 15 kwietnia Międzynarodowy Trybunał Apelacyjny odrzucił odwołanie się zespołu.
Kamui Kobayashi nie otrzymał kary za staranowanie Felipe Massy na pierwszym zakręcie po starcie wyścigu – w jego bolidzie doszło wówczas do usterki hamulców.

## Odbiór
Andrew Westacott, dyrektor Australian Grand Prix Corporation stwierdził, że nowe jednostki napędowe nie generują oczekiwanego poziomu hałasu, co może być naruszeniem kontraktu. Szef Formuły 1, Bernie Ecclestone również odniósł się do dźwięku silników, twierdząc, że są one zbyt ciche i zapowiedział podjęcie działań, aby ich dźwięk ponownie był głośny. Jackie Stewart, kierowca Formuły 1 – trzykrotny mistrz świata, że duże różnice w osiąganych przez kierowców czasach mogą stanowić zagrożenie dla bezpieczeństwa kierowców w czasie wyścigu.

## Lista startowa
Źródło: Wyprzedź Mnie!
| Nr | Kierowca          | Zespół                        | Samochód          | Silnik                         | Opony |
| -- | ----------------- | ----------------------------- | ----------------- | ------------------------------ | ----- |
| 1  | Sebastian Vettel  | Infiniti Red Bull Racing      | Red Bull RB10     | Renault Energy F1-2014 1.6T V6 | P     |
| 3  | Daniel Ricciardo  | Infiniti Red Bull Racing      | Red Bull RB10     | Renault Energy F1-2014 1.6T V6 | P     |
| 4  | Max Chilton       | Marussia F1 Team              | Marussia MR03     | Ferrari 059/3 1.6T V6          | P     |
| 6  | Nico Rosberg      | Mercedes AMG Petronas F1 Team | Mercedes F1 W05   | Mercedes-Benz PU106A 1.6T V6   | P     |
| 7  | Kimi Räikkönen    | Scuderia Ferrari              | Ferrari F14 T     | Ferrari 059/3 1.6T V6          | P     |
| 8  | Romain Grosjean   | Lotus F1 Team                 | Lotus E22         | Renault Energy F1-2014 1.6T V6 | P     |
| 9  | Marcus Ericsson   | Caterham F1 Team              | Caterham CT05     | Renault Energy F1-2014 1.6T V6 | P     |
| 10 | Kamui Kobayashi   | Caterham F1 Team              | Caterham CT05     | Renault Energy F1-2014 1.6T V6 | P     |
| 11 | Sergio Pérez      | Sahara Force India Team       | Force India VJM07 | Mercedes-Benz PU106A 1.6T V6   | P     |
| 13 | Pastor Maldonado  | Lotus F1 Team                 | Lotus E22         | Renault Energy F1-2014 1.6T V6 | P     |
| 14 | Fernando Alonso   | Scuderia Ferrari              | Ferrari F14 T     | Ferrari 059/3 1.6T V6          | P     |
| 17 | Jules Bianchi     | Marussia F1 Team              | Marussia MR03     | Ferrari 059/3 1.6T V6          | P     |
| 19 | Felipe Massa      | Williams Martini Racing       | Williams FW36     | Mercedes-Benz PU106A 1.6T V6   | P     |
| 20 | Kevin Magnussen   | McLaren Mercedes              | McLaren MP4-29    | Mercedes-Benz PU106A 1.6T V6   | P     |
| 21 | Esteban Gutiérrez | Sauber F1 Team                | Sauber C33        | Ferrari 059/3 1.6T V6          | P     |
| 22 | Jenson Button     | McLaren Mercedes              | McLaren MP4-29    | Mercedes-Benz PU106A 1.6T V6   | P     |
| 25 | Jean-Éric Vergne  | Scuderia Toro Rosso           | Toro Rosso STR9   | Renault Energy F1-2014 1.6T V6 | P     |
| 26 | Daniił Kwiat      | Scuderia Toro Rosso           | Toro Rosso STR9   | Renault Energy F1-2014 1.6T V6 | P     |
| 27 | Nico Hülkenberg   | Sahara Force India Team       | Force India VJM07 | Mercedes-Benz PU106A 1.6T V6   | P     |
| 44 | Lewis Hamilton    | Mercedes AMG Petronas F1 Team | Mercedes F1 W05   | Mercedes-Benz PU106A 1.6T V6   | P     |
| 77 | Valtteri Bottas   | Williams Martini Racing       | Williams FW36     | Mercedes-Benz PU106A 1.6T V6   | P     |
| 99 | Adrian Sutil      | Sauber F1 Team                | Sauber C33        | Ferrari 059/3 1.6T V6          | P     |
| Nr | Kierowca          | Zespół                        | Samochód          | Silnik                         | Opony |

## Wyniki

### Sesje treningowe
Źródło: Wyprzedź Mnie!
| Sesja | Nr | Kierowca        | Konstruktor | Czas     | Okr. |
| ----- | -- | --------------- | ----------- | -------- | ---- |
| 1     | 14 | Fernando Alonso | Ferrari     | 1:31,840 | 20   |
| 2     | 44 | Lewis Hamilton  | Mercedes    | 1:29,625 | 37   |
| 3     | 6  | Nico Rosberg    | Mercedes    | 1:29,375 | 15   |

### Kwalifikacje
Źródło: Wyprzedź Mnie!
| Poz. | Nr | Kierowca          | Konstruktor          | Q1       | Q2       | Q3       | Poz. s. |
| ---- | -- | ----------------- | -------------------- | -------- | -------- | -------- | ------- |
| 1    | 44 | Lewis Hamilton    | Mercedes             | 1:31,699 | 1:42,890 | 1:44,231 | 1       |
| 2    | 3  | Daniel Ricciardo  | Red Bull–Renault     | 1:30,775 | 1:42,295 | 1:44,548 | 2       |
| 3    | 6  | Nico Rosberg      | Mercedes             | 1:32,564 | 1:42,264 | 1:44,595 | 3       |
| 4    | 20 | Kevin Magnussen   | McLaren-Mercedes     | 1:30,949 | 1:43,247 | 1:45,745 | 4       |
| 5    | 14 | Fernando Alonso   | Ferrari              | 1:31,388 | 1:42,805 | 1:45,819 | 5       |
| 6    | 25 | Jean-Éric Vergne  | Toro Rosso–Renault   | 1:33,488 | 1:43,849 | 1:45,864 | 6       |
| 7    | 27 | Nico Hülkenberg   | Force India–Mercedes | 1:33,893 | 1:43,658 | 1:46,030 | 7       |
| 8    | 26 | Daniił Kwiat      | Toro Rosso–Renault   | 1:33,777 | 1:44,331 | 1:47,368 | 8       |
| 9    | 19 | Felipe Massa      | Williams–Mercedes    | 1:31,228 | 1:44,242 | 1:48,079 | 9       |
| 10   | 77 | Valtteri Bottas   | Williams–Mercedes    | 1:31,601 | 1:43,852 | 1:48,147 | 15      |
| 11   | 22 | Jenson Button     | McLaren–Mercedes     | 1:31,396 | 1:44,437 | –        | 10      |
| 12   | 7  | Kimi Räikkönen    | Ferrari              | 1:32,439 | 1:44,494 | –        | 11      |
| 13   | 1  | Sebastian Vettel  | Red Bull–Renault     | 1:31,931 | 1:44,668 | –        | 12      |
| 14   | 99 | Adrian Sutil      | Sauber–Ferrari       | 1:33,673 | 1:45,655 | –        | 13      |
| 15   | 10 | Kamui Kobayashi   | Caterham–Renault     | 1:34,274 | 1:45,867 | –        | 14      |
| 16   | 11 | Sergio Pérez      | Force India–Mercedes | 1:34,141 | 1:47,293 | –        | 16      |
| 17   | 4  | Max Chilton       | Marussia–Ferrari     | 1:34,293 | –        | –        | 17      |
| 18   | 17 | Jules Bianchi     | Marussia–Ferrari     | 1:34,794 | –        | –        | 18      |
| 19   | 21 | Esteban Gutiérrez | Sauber–Ferrari       | 1:35,117 | –        | –        | 21      |
| 20   | 9  | Marcus Ericsson   | Caterham–Renault     | 1:35,157 | –        | –        | 19      |
| 21   | 8  | Romain Grosjean   | Lotus–Renault        | 1:36,993 | –        | –        | PIT     |
|      | 13 | Pastor Maldonado  | Lotus–Renault        | –        | –        | –        | 22      |

### Wyścig
Źródło: Wyprzedź Mnie!
| P                 | + / – | Nr | Kierowca          | Konstruktor          | Okr. | Czas / Strata            | Komentarz |
| ----------------- | ----- | -- | ----------------- | -------------------- | ---- | ------------------------ | --------- |
| 1                 | 2     | 6  | Nico Rosberg      | Mercedes             | 57   | 1h:32m:58,710            |           |
| 2                 | 2     | 20 | Kevin Magnussen   | McLaren–Mercedes     | 57   | +0:26,777                |           |
| 3                 | 7     | 22 | Jenson Button     | McLaren–Mercedes     | 57   | +0:30,027                |           |
| 4                 | 1     | 14 | Fernando Alonso   | Ferrari              | 57   | +0:35,284                |           |
| 5                 | 10    | 77 | Valtteri Bottas   | Williams–Mercedes    | 57   | +0:47,639                |           |
| 6                 | 1     | 27 | Nico Hülkenberg   | Force India–Mercedes | 57   | +0:50,718                |           |
| 7                 | 4     | 7  | Kimi Räikkönen    | Ferrari              | 57   | +0:57,675                |           |
| 8                 | 2     | 25 | Jean-Éric Vergne  | Toro Rosso–Renault   | 57   | +1:00,441                |           |
| 9                 | 1     | 26 | Daniił Kwiat      | Toro Rosso–Renault   | 57   | +1:03,585                |           |
| 10                | 6     | 11 | Sergio Pérez      | Force India–Mercedes | 57   | +1:25,916                |           |
| 11                | 2     | 99 | Adrian Sutil      | Sauber–Ferrari       | 56   | +1 okr.                  |           |
| 12                | 7     | 21 | Esteban Gutiérrez | Sauber–Ferrari       | 56   | +1 okr.                  |           |
| 13                | 4     | 4  | Max Chilton       | Marussia–Ferrari     | 55   | +2 okr.                  |           |
| Niesklasyfikowani |       |    |                   |                      |      |                          |           |
|                   |       | 17 | Jules Bianchi     | Marussia–Ferrari     | 49   | +8 okr.                  | [ a ]     |
|                   |       | 8  | Romain Grosjean   | Lotus–Renault        | 43   | ERS                      |           |
|                   |       | 13 | Pastor Maldonado  | Lotus–Renault        | 29   | ERS                      |           |
|                   |       | 9  | Marcus Ericsson   | Caterham–Renault     | 27   | ciśnienie oleju          |           |
|                   |       | 1  | Sebastian Vettel  | Red Bull–Renault     | 3    | jednostka napędowa       |           |
|                   |       | 44 | Lewis Hamilton    | Mercedes             | 2    | izolacja przepływu prądu |           |
|                   |       | 19 | Felipe Massa      | Williams–Mercedes    | 0    | kolizja z Kobayashim     |           |
|                   |       | 10 | Kamui Kobayashi   | Caterham–Renault     | 0    | kolizja z Massą          |           |
| Zdyskwalifikowani |       |    |                   |                      |      |                          |           |
|                   |       | 3  | Daniel Ricciardo  | Red Bull–Renault     | 57   | +0:24,525                | [ 44 ]    |
| P                 | + / – | Nr | Kierowca          | Konstruktor          | Okr. | Czas / Strata            | Komentarz |

### Najszybsze okrążenie
Źródło: Wyprzedź Mnie!
| Nr | Kierowca     | Konstruktor | Czas     | Okr. |
| -- | ------------ | ----------- | -------- | ---- |
| 6  | Nico Rosberg | Mercedes    | 1:32,478 | 19   |

## Prowadzenie w wyścigu
Źródło: Racing–Reference.info
| Nr                              | Kierowca     | Okrążenia | Suma |
| ------------------------------- | ------------ | --------- | ---- |
| 6                               | Nico Rosberg | 1–57      | 57   |
| \| Wykres \| \| ------ \| \| \| |              |           |      |
| Wykres                          |              |           |      |
|                                 |              |           |      |

## Klasyfikacja po wyścigu

### Kierowcy
| P                 | +/− | Kierowca          | Starty | Punkty | P1 | P2 | P3 | PP | NO | NS |
| ----------------- | --- | ----------------- | ------ | ------ | -- | -- | -- | -- | -- | -- |
| 1                 | N   | Nico Rosberg      | 1      | 25     | 1  | –  | –  | –  | 1  | –  |
| 2                 | N   | Kevin Magnussen   | 1      | 18     | –  | 1  | –  | –  | –  | –  |
| 3                 | N   | Jenson Button     | 1      | 15     | –  | –  | 1  | –  | –  | –  |
| 4                 | N   | Fernando Alonso   | 1      | 12     | –  | –  | –  | –  | –  | –  |
| 5                 | N   | Valtteri Bottas   | 1      | 10     | –  | –  | –  | –  | –  | –  |
| 6                 | N   | Nico Hülkenberg   | 1      | 8      | –  | –  | –  | –  | –  | –  |
| 7                 | N   | Kimi Räikkönen    | 1      | 6      | –  | –  | –  | –  | –  | –  |
| 8                 | N   | Jean-Éric Vergne  | 1      | 4      | –  | –  | –  | –  | –  | –  |
| 9                 | N   | Daniił Kwiat      | 1      | 2      | –  | –  | –  | –  | –  | –  |
| 10                | N   | Sergio Pérez      | 1      | 1      | –  | –  | –  | –  | –  | –  |
| 11                | N   | Adrian Sutil      | 1      | 0      | –  | –  | –  | –  | –  | –  |
| 12                | N   | Esteban Gutiérrez | 1      | 0      | –  | –  | –  | –  | –  | –  |
| 13                | N   | Max Chilton       | 1      | 0      | –  | –  | –  | –  | –  | –  |
| Niesklasyfikowani |     |                   |        |        |    |    |    |    |    |    |
|                   |     | Jules Bianchi     | 1      | –      | –  | –  | –  | –  | –  | 1  |
|                   |     | Romain Grosjean   | 1      | –      | –  | –  | –  | –  | –  | 1  |
|                   |     | Pastor Maldonado  | 1      | –      | –  | –  | –  | –  | –  | 1  |
|                   |     | Marcus Ericsson   | 1      | –      | –  | –  | –  | –  | –  | 1  |
|                   |     | Sebastian Vettel  | 1      | –      | –  | –  | –  | –  | –  | 1  |
|                   |     | Lewis Hamilton    | 1      | –      | –  | –  | –  | 1  | –  | 1  |
|                   |     | Felipe Massa      | 1      | –      | –  | –  | –  | –  | –  | 1  |
|                   |     | Kamui Kobayashi   | 1      | –      | –  | –  | –  | –  | –  | 1  |
|                   |     | Daniel Ricciardo  | 1      | –      | –  | –  | –  | –  | –  | 1  |
| P                 | +/− | Kierowca          | Starty | Punkty | P1 | P2 | P3 | PP | NO | NS |

### Konstruktorzy
| P                 | +/− | Konstruktor          | Starty | Punkty | P1 | P2 | P3 | PP | NO | NS |
| ----------------- | --- | -------------------- | ------ | ------ | -- | -- | -- | -- | -- | -- |
| 1                 | N   | McLaren–Mercedes     | 2      | 33     | –  | 1  | 1  | –  | –  | –  |
| 2                 | N   | Mercedes             | 2      | 25     | 1  | –  | –  | 1  | 1  | 1  |
| 3                 | N   | Ferrari              | 2      | 18     | –  | –  | –  | –  | –  | –  |
| 4                 | N   | Williams–Mercedes    | 2      | 10     | –  | –  | –  | –  | –  | 1  |
| 5                 | N   | Force India–Mercedes | 2      | 9      | –  | –  | –  | –  | –  | –  |
| 6                 | N   | Toro Rosso–Renault   | 2      | 6      | –  | –  | –  | –  | –  | –  |
| 7                 | N   | Sauber–Ferrari       | 2      | 0      | –  | –  | –  | –  | –  | –  |
| 8                 | N   | Marussia–Ferrari     | 2      | 0      | –  | –  | –  | –  | –  | 1  |
| Niesklasyfikowani |     |                      |        |        |    |    |    |    |    |    |
|                   |     | Lotus–Renault        | 2      | –      | –  | –  | –  | –  | –  | 2  |
|                   |     | Caterham–Renault     | 2      | –      | –  | –  | –  | –  | –  | 2  |
|                   |     | Red Bull–Renault     | 2      | –      | –  | –  | –  | –  | –  | 2  |
| P                 | +/− | Konstruktor          | Starty | Punkty | P1 | P2 | P3 | PP | NO | NS |

## Imprezy towarzyszące

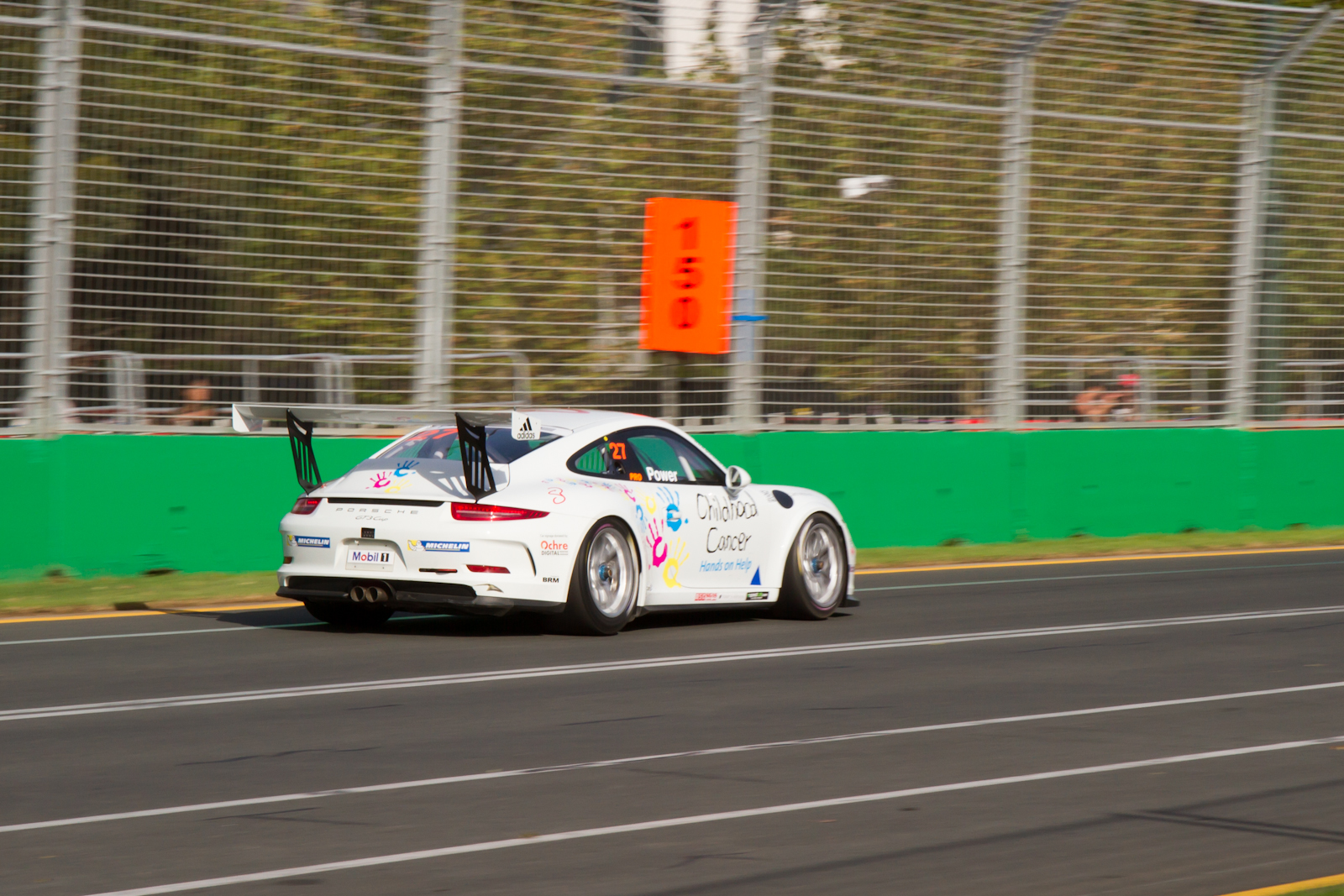
Sam Power z zespołu Team BRM podczas Australian Carrera Cup Championship

Wyścigowi o Grand Prix Australii towarzyszyła seria Australian Carrera Cup Championship, podczas której rozegrano trzy wyścigi. W pierwszym zwyciężył Steven Richards przed Warrenem Luffem i Nickiem Fosterem. W drugim wyścigu tryumfował Luff przed Richardsem i ponownie Fosterem, w trzecim wyścigu kierowcy ci zajęli te same pozycje.
Podczas Grand Prix odbyły się również zawody MSS Security V8 Supercars Challenge, niewliczane jednak do klasyfikacji International V8 Supercars Championship 2014. Zawody składały się z czterech wyścigów, w pierwszym z nich zwyciężył Shane Van Gisbergen z Team Tekno VIP Petfoods przed Jamiem Whincupem z Red Bull Racing Australia i Scottem McLaughlinem z Valvoline Racing GRM. W drugim wyścigu ponownie zwycięstwo odniósł Van Gisbergen, drugi był Craig Lowndes z Red Bull Racing Australia a trzeci Fabian Coulthard z Lockwood Racing. W trzecim wyścigu tryumf także odniósł Van Gisbergen, na podium wyścig ukończyli ponownie także Coulthard i Lowndes, tym razem w odwrotnej kolejności. W czwartym wyścigu zwyciężył Scott McLaughlin z Valvoline Racing GRM przed Lowndesem i Michaelem Caruso z Norton Hornets.
W pierwszym wyścigu Mazda3 Celebrity Challenge zwyciężył kolarz szosowy i sprinter Robbie McEwen, przed piłkarzem Brettem Emertonem i piosenkarzem Robem Millsem. W drugim wyścigu zwyciężył Emerton przed Millsem i uczestnikiem australijskiej wersji programu The Bachelor Timem Robardsem.
W czasie Grand Prix odbył się także test szybkości Ultimate Speed Comparison. W teście wzięli udział kierowcy: Michael Doohan, David Coulthard, Jamie Whincup, Craig Lowndes i Steven Richards. Kierowcy prowadzili samochody: Mercedes-Benz C 63 AMG, Holden Commodore (VF) i bolid zespołu Red Bull Formuły 1.
Podczas Targa Tarmac Demonstration wystąpiły samochody takich marek jak Lamborghini, Porsche i Ferrari oraz samochody rajdowe konkurujące w Australian Targa Championship czy Targa Tasmania.
W trakcie Grand Prix odbył się także pokaz 60. samochodów zabytkowych Shannons Historic Demonstration, które uczestniczyły w sportach motorowych.